# Día de la Independencia de India
El Día de la Independencia, celebrado cada 15 de agosto, es una fiesta nacional de la India que conmemora la independencia respecto del dominio británico el 15 de agosto de 1947. India obtuvo la libertad siguiendo un movimiento de independencia, encabezado por el Congreso Nacional Indio (INC) y caracterizado en gran parte por la resistencia no violenta y la desobediencia civil. La independencia coincidió con la partición de la India, en la cual la India británica se dividió por criterio de religión en los dominios del India y el Pakistán; la partición desembocó en violentos disturbios y numerosas muertes.
El 15 de agosto de 1947 Jawaharlal Nehru, que se había convertido en el primer ministro de la India, izó la bandera nacional de la India por encima de la puerta de Lahore del Fuerte Rojo, de Delhi. A partir de entonces, cada día de la independencia el primer ministro iza la bandera al edificio y pronuncia un discurso.
El día se celebra a toda la India con ceremonias donde se iza la bandera, desfiles y actas culturales. Particularmente, los indios celebran el día mostrando la bandera nacional en sus trajes, accesorios, casas y vehículos, escuchando canciones, viendo películas patrióticas, y reuniéndose con familiares y amigos. Se narra la independencia y la partición a través de libros y películas. Las organizaciones armadas separatistas y activistas a menudo han perpetrado ataques y vagas y han izado banderas negras el 15 de agosto y los días circundantes para boicotear la celebración.

## Historia

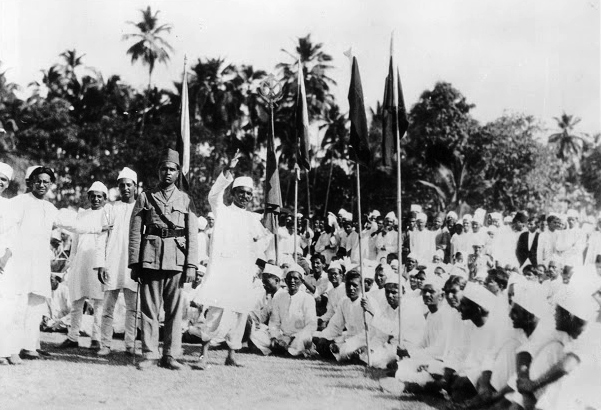
Manifestación contra el dominio británico, hacia la década de 1930

El siglo XVII los comerciantes europeos establecieron puestos de avanzada en el subcontinente indio. Con una bastante militar agobiante, la Compañía Británica de las Indias Orientales sometió reinos locales y se estableció como la fuerza dominante del siglo XVIII. Después de la rebelión india de 1857, se aprobó la Ley de gobierno de la India de 1858, que permitía a la Corona británica asumir el control directo de la India. En las décadas siguientes la sociedad civil se fue organizando a toda la India, encabezada por el Congreso Nacional Indio, formado el 1885.: 123  El periodo posterior a la Primera Guerra Mundial estuvo marcado por un conjunto de reformas británicas, como las reformas Montagu-Chelmsford, pero también fue testigo de la entrada en vigor de la represiva Ley Rowlatt y de las peticiones de autonomía de los activistas indios. El descontento de este periodo cristalizó en el ascenso de movimientos no-violentos de no-cooperación y desobediencia civil en todo el país, encabezados por Mohandas Gandhi.: 167 
Durante la década de 1930, los británicos reformaron gradualmente la legislación y el Congreso obtuvo victorias a las siguientes elecciones.: 195–197  La siguiente década estuvo caracterizada por la inestabilidad política, debido a la participación india a la Segunda Guerra Mundial, el empujón final del Congreso para la no-cooperación, y el aumento del nacionalismo islámico dirigido por la Liga Musulmana. La escalada de la tensión política desencadenó en el logro de la independencia, el 1947. Aun así, el excitación se atenuó por la sangrienta división del subcontinente en el India y Pakistán.: 203 

### Antes de la independencia

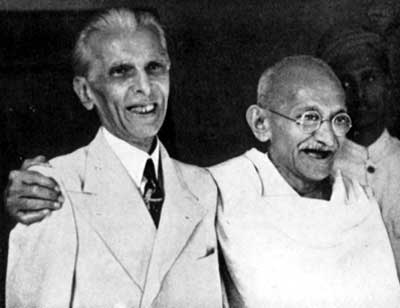
Jinnah y Gandhi, el septiembre de 1944

El 1929 se publicó la Purna Swaraj («Declaración de Independencia de la India») a la reunión de Lahore del Congreso Nacional Indio, y el día 26 de enero se declaró como el Día de la Independencia. El Congreso pidió en el pueblo que se comprometiera con la desobediencia civil y «llevara a cabo las instrucciones del Congreso emitidas ocasionalmente» hasta que la India obtuviera la plena independencia. Se considera que el establecimiento de la celebración del mencionado Día de la Independencia se concibió para avivar el fervor nacionalista entre los ciudadanos de la India, y obligar el gobierno británico a considerar la concesión de la independencia.: 19 
El Congreso celebró el 26 enero como Día de la Independencia entre 1930 y 1947. La celebración estaba marcada por reuniones donde los asistentes recibían el «compromiso de la independencia».: 19–20  Jawaharlal Nehru describe en su autobiografía que estas reuniones eran pacíficas, solemnes y «sin ningún tipo de discursos o exhortaciones». Gandhi concibió que, además de las reuniones, el día se destinaría «[…] a hacer trabajo constructivo, ya sea en turno o al servicio de los «intocables» o reuniéndose los hindúes y musulmanes, o en trabajo prohibitivo, o incluso a los dos a la vez». Después de la materialización de la independencia, el 1947, el 26 de enero de 1950 entró en vigor la Constitución de la India y desde entonces el 26 de enero se celebra el Día de la República.

### Contexto inmediato
El 1946 el gobierno laborista británico, el tesoro del cual se agotó por la recientemente finalizada Segunda Guerra Mundial se dio cuenta de que no contaba ni con el mandato interno ni con el apoyo internacional, ni con la fiabilidad de las fuerzas armadas propias para continuar controlando una India cada vez más inquieta.: 203  El febrero de 1947 el primer ministro Clemente Attlee anunció que el gobierno británico otorgaría pleno autogobierno en la India británica, como máximo, el junio de 1948.
El nuevo virrey, Lluís Mountbatten, avanzó la fecha del traspaso de poder, creyendo que la continua disputa entre el Congreso y la Liga Musulmana podría conducir a un colapso del gobierno interino. De este modo, escogió el segundo cumpleaños de la rendición del Japón a la Segunda Guerra Mundial, el 15 de agosto, como la fecha del traspaso de poder. El gobierno británico anunció el 3 de junio de 1947 que había aceptado la idea de la partición de la India Británica en dos estados; que darían en los gobiernos sucesores un estatus de dominio (dominion) y que estos tendrían un derecho implícito de separarse de la Commonwealth. La Ley de independencia de la India de 1947 (10 y 11 Geo 6 c. 30) del Parlamento del Reino Unido partió la India Británica en los dos nuevos dominios independientes de la India y Pakistán (incluyendo el que actualmente es Bangladés). Entró en vigor a partir del 15 de agosto de 1947, y concedió completa autoridad legislativa de las respectivas asambleas constituyentes de los nuevos países. La ley recibió el consentimiento real el 18 de julio de 1947.

### Partición e independencia

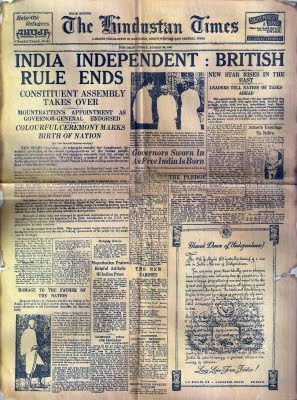
Portada de The Hindustan Times del 15 de agosto de 1947

Millones de refugiados musulmanes, sikhs e hindúes atravesaron las nuevas fronteras los meses posteriores a la independencia. El Punjab, donde las fronteras dividen las regiones sikhs en dos mitades, vivió un derramamiento de sangre masivo y en Bengala y Bihar, donde la presencia de Mahatma Gandhi calmó los ánimos de la gente, la violencia se atenuó. En total, entre 250.000 y un millón de personas de ambos costados de las nuevas fronteras murieron a consecuencia de la violencia. En cuanto a Gandhi, se estableció en Calcuta para intentar parar la matanza, mientras toda la nación celebraba el Día de la Independencia. El 14 de agosto de 1947, el Día de la Independencia de Pakistán, nació el nuevo Dominio de Pakistán y Muhammad Ali Jinnah juró el cargo como primer gobernador general en Karachi.
La Asamblea Constituyente de la India se reunió por primera vez a las 11 de la noche del 14 de agosto al Constitution Hall de Nueva Delhi. El presidente Rajendra Prasad presidió la sesión. En esta, Jawaharlal Nehru pronunció el discurso «Cita con el destino» proclamando la independencia de la India.

Long years ago we made a tryst with destiny, and now the time comes when we shall redeem our pledge, not wholly or in full measure, but very substantially. At the stroke of the midnight hour, when the world sleeps, India will awake to life and freedom. A moment comes, which comes but rarely in history, when we step out from the old to the new, when an age ends, and when the soul of a nation, long suppressed, finds utterance. It is fitting that at this solemn moment, we take the pledge of dedication to the service of India and her people and to the still larger cause of humanity.
Hace muchos años tuvimos una cita con el destino, y ahora llega el momento en que redimimos nuestro compromiso, no en su totalidad o en plena medida, sino de manera muy sustancial. Cuando el reloj toque la medianoche, cuando el mundo duerma, la India despertará a la vida y la libertad. Llega un momento, que rara vez en la historia lo hace, en que abandonamos el viejo por el nuevo, cuando una época se acaba, y cuando el alma de una nación, reprimida durante mucho tiempo, encuentra la voz. Es apropiado que en este momento solemne tomamos el compromiso de dedicación al servicio de la India y su gente y en la causa aún mayor de la humanidad.
Discurso «Cita con el destino», Jawaharlal Nehru, 15 d agosto de 1947

 Los miembros de la Asamblea tomaron formalmente el compromiso de permanecer al servicio del país. Un grupo de mujeres, en representación de las mujeres de la India, presentaron oficialmente la bandera nacional a la asamblea.
El Dominio de la India aconteció un estado independiente y se celebraron varias ceremonias oficiales en Nueva Delhi. Nehru asumió el cargo de Primer ministro de la India, y el virrey, el conde Mountbatten de Birmania, continuó como primer gobernador general.: 6  Las multitudes que celebraban el acontecimiento invocaron el nombre de Gandhi, a pesar de que el mismo Gandhi no participó en los actos oficiales. En cambio, permaneció en ayuno durante 24 horas el mismo día que se dirigió a una multitud en Calcuta, fomentando la paz entre hindúes y musulmanes.: 10 

## Celebración

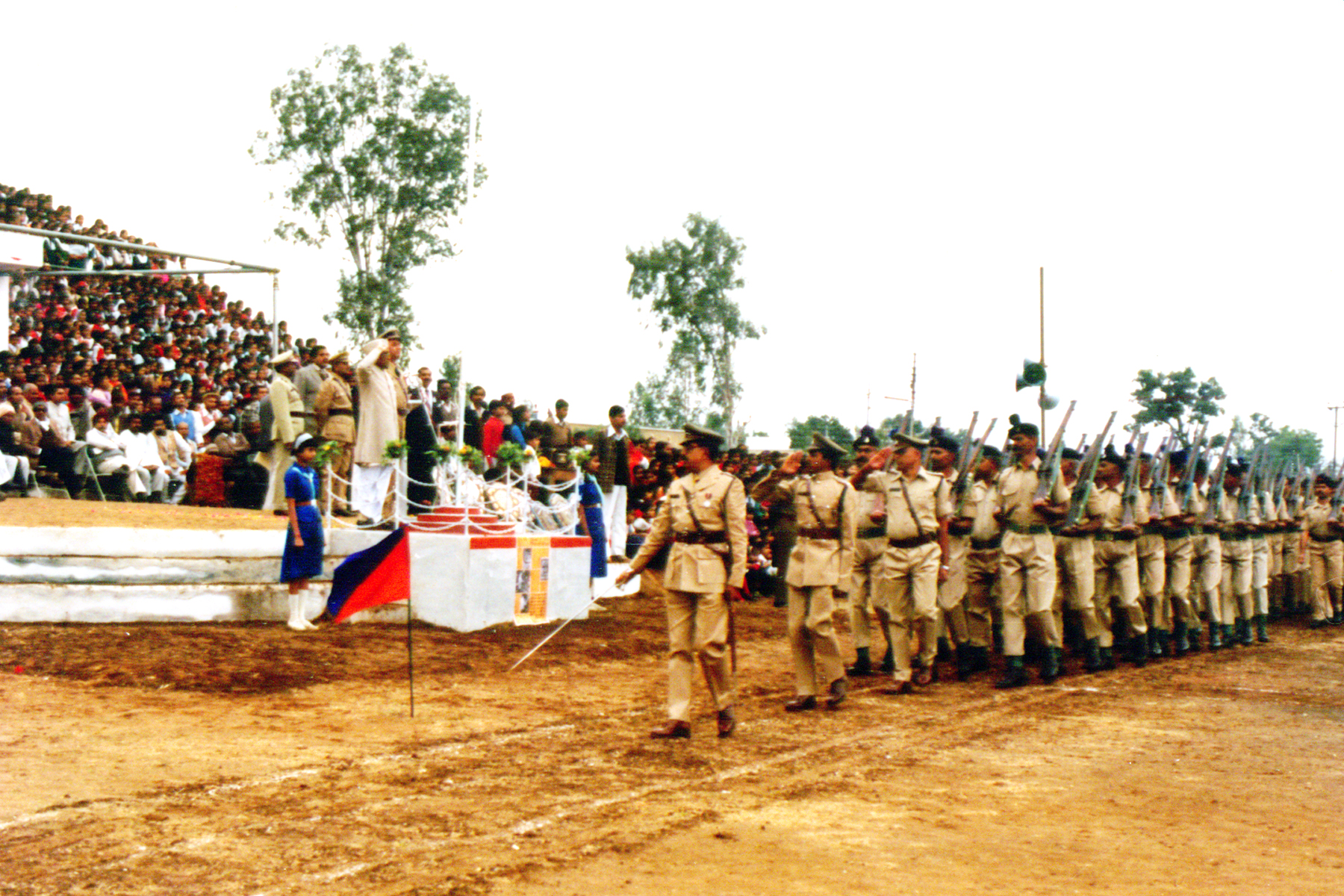
Marcha militar del Día de la Independencia de 1987

El Día de la Independencia, una de las tres fiestas nacionales de la India (junto con el Día de la República el 26 de enero y el cumpleaños de Mahatma Gandhi el 2 de octubre), se celebra en todos los estados y territorios de la India. La vigilia del Día de la Independencia el presidente de la India pronuncia un «Discurso a la Nación». El 15 de agosto el primer ministro iza la bandera india a las murallas del histórico edificio Fuerte Rojo, en Delhi y se hace la salva en honor del acto solemne. En su discurso, el primer ministro pone de relieve los éxitos del año pasado, plantea cuestiones importantes y pide un mayor desarrollo del país. También se rinde homenaje a los líderes que lucharon por la libertad y se canta el himno nacional de la India, Jana Hambre Manda. El discurso precede un desfile de las divisiones del ejército de la India y las fuerzas paramilitares. Los desfiles y exhibiciones muestran escenas de la lucha por la libertad y la diversidad de las tradiciones culturales de la India. Además, se organizan acontecimientos similares en las capitales de estado, donde los cabos de gobierno despliegan la bandera nacional y entonces también se llevan a cabo exhibiciones y desfiles.
A instituciones gubernamentales y no gubernamentales y en escuelas y colegios de todo el país se iza la bandera y se llevan a cabo proyectos culturales. Los principales edificios del gobierno son a menudo iluminados de manera especial para la ocasión y en Delhi y en otras ciudades se organizan vuelos de cometas. También se utilizan abundantemente banderas nacionales de diferentes medidas para simbolizar la lealtad al país. Los ciudadanos adornan su ropa, vehículos y casas con réplicas de la tricolor. Con el tiempo, la celebración ha pasado de posar el énfasis en el nacionalismo a una celebración más amplia de todos los aspectos de la India.
La diáspora india celebra el Día de la Independencia en todo el mundo con desfiles y exhibiciones, sobre todo en las regiones con mayor concentración de inmigrantes indios. En algunos lugares, como Nueva York y otras ciudades de los Estados Unidos, el 15 de agosto se ha convertido entre la diáspora y la población local en el Día de la India, festividad que se celebra el mismo día o un día del fin de semana más próximo.

## Amenazas a la seguridad
Tres años después de la independencia, el Consejo Nacional Naga hizo un llamamiento a boicotear el Día de la Independencia a la zona nordeste del país. Las protestas separatistas en esta región se intensificó la década de 1980, y los llamamientos al boicot y los ataques por parte de organizaciones armadas como el Frente Unido de Liberación de Assam y el Frente Nacional Democrático de Bodoland perjudicaron las celebraciones. En medio de una creciente insurgencia a Jammu y Cachemira desde finales de 1980, activistas independentistas boicotearon en esta región el Día de la Independencia con bandhs, banderas negras y ultrajes a la bandera. Grupos militares como Laixkar-e-Toiba, Hizb-ul-Mujahideen y Jaish-e-Mohammad Mujhaeddin E-Tanzeem han amenazado y han llevado a cabo ataques alrededor del Día de la Independencia. La insurgencia naxalita también ha boicoteado la celebración.
En previsión de ataques de organizaciones armadas, en particular de activistas, se intensificaron las medidas de seguridad, especialmente a las grandes ciudades como Delhi y Bombay y en estados como Jammu y Cachemira. El espacio aéreo alrededor del Fuerte Rojo ha sido declarado zona de exclusión aérea para impedir ataques aéreos y se despliegan fuerzas policiales adicionales en otras ciudades.